# Iso-Heikkinen
Iso-Heikkinen är en ö i Finland. Den ligger i sjön Kiantajärvi och i kommunen Suomussalmi i den ekonomiska regionen  Kehys-Kainuu  och landskapet Kajanaland, i den centrala delen av landet, 600 km norr om huvudstaden Helsingfors. Öns area är 1,3 hektar och dess största längd är 170 meter i sydöst-nordvästlig riktning.